# Labyrinth (Brettspiel)
Labyrinth: The War on Terror, 2001 – ? ist ein Brettspiel für zwei Spieler, das 2010 vom US-amerikanischen Verlag GMT Games veröffentlicht wurde. Es ist eine kartenbasierte Konfliktsimulation, die den Krieg gegen den Terror zum Thema hat. Im Jahr 2016 erschien eine Erweiterung unter dem Titel Labyrinth: The Awakening, 2010 – ?, die die Ereignisse der Zeit ab 2010 (Arabischer Frühling) simulieren. Eine zweite Erweiterung mit dem Titel Labyrinth: The Forever War, 2015 - ? wurde 2020 veröffentlicht. Eine dritte wurde unter dem Titel Labyrinth: The Rise of Al-Qaeda, 1993-2001 auch bereits angekündigt. Die deutsche Ausgabe des Spiels wurde 2018 von Udo Grebe Gamedesign veröffentlicht.

## Thema und Ausstattung
Das Spielszenario ist der Krieg gegen den Terror, der nach den Terroranschlägen am 11. September 2001 ausgerufen wurde. Ein Spieler übernimmt die Rolle der Vereinigten Staaten, der andere die der Dschihadisten. Beide versuchen mit Hilfe von Ereigniskarten, ihre individuellen Spielziele zu erreichen. Das Spielbrett legt den Fokus auf den Nahen Osten und die angrenzenden Gebiete samt Südostasien und Nordafrika bis nach Europa. Das Spiel lässt sich in etwa drei Stunden spielen. Es gibt auch Regeln für einen Solo-Modus, bei dem die Aktionen der Dschihadisten von denen des Spielers abhängen und als Reaktion vom Spieler ebenfalls getätigt werden. 
Zum Spielmaterial gehören:
- 1 Spielbrett
- 156 Counter
- 120 Spielkarten
- 15 hölzerne Würfel
- 15 schwarze hölzerne Zylinder
- 1 Regelheft
- 2 Spielerhilfen
- 4 sechsseitige Würfel

## Spielmechanik
Zu Beginn jeder Runde erhalten beide Spieler je 7, 8 oder 9 Karten. Abwechselnd spielen beide jeweils zwei Karten (erst Dschihadist, dann USA), bis alle Karten ausgespielt wurden. Danach beginnt die nächste Runde mit neuen Karten.
Bei einem eigenen oder neutralen Ereignis kann der Spieler beim Ausspiel zwischen dem Ereignis und Operationen (siehe dort) wählen. Bei einem dem Gegner zugeordneten Ereignis hat der ausspielende Spieler die Operationen zur Verfügung; das Ereignis des Gegners wird von diesem entweder vor oder nach den Operationen ausgeführt. Dieser Mechanismus ist auch bei Twilight Struggle vorzufinden.
Die Länder sind in folgende Kategorien eingeteilt:
- Muslim: Länder mit mehrheitlich muslimischer Bevölkerung (Sunni oder Shia-Mix). Sie haben eine variable Qualität der Regierungsführung (governance; Good (1)/Fair (2)/Poor (3)/Islamist Rule (IR)) und eine variable Ausrichtung gegenüber den USA (alignment; Ally/Neutral/Adversary). Sie sind das Hauptziel beider Spieler, da der USA-Spieler good governance zu verbreiten versucht, während der Dschihadist die Länder unter islamistische Herrschaft zu bringen versucht.
- Non-Muslim: Länder mit muslimischer Bevölkerung in der Minderheit. Dazu gehören auch die Schengenstaaten bzw. die meisten europäischen Staaten. Ihre Governance ist stets Good oder Fair und kann nicht verändert werden; wichtiges Element ist stattdessen ihre Posture, also die bevorzugte eingeschlagene Strategie im Krieg gegen den Terror, wobei hard posture militärische Einsätze symbolisiert und soft posture Diplomatie. Nehmen zu viele Länder eine von der der USA abweichende Posture ein, verschlechtern sich die Erfolgsaussichten amerikanischer Operationen.
- Der Iran ist ein Sonderfall. Regeltechnisch ist er de facto ein muslimisches Land mit permanenter Fair Adversary Führung/Ausrichtung. Der US-Spieler kann dort daher keine Operationen ausführen, weshalb der Dschihadist dort gut z. B. Zellen „parken“ kann.

Subkategorien der Länder:
- Schengen: 7 Länder(gruppen) im Schengenraum: Skandinavien, Benelux-Staaten, Deutschland, Frankreich, Spanien, Italien, Osteuropa. Sie gelten alle als einander angrenzend; Verschieben von Zellen zwischen den Schengenstaaten ist deshalb automatisch erfolgreich.
- Oil Exporters: Länder mit bedeutenden Erdölexporten, die bei bestimmten Ereignissen zusätzliche Ressourcen wert sind: Algerien/Tunesien, Libyen, Irak, Sudan, Saudi-Arabien, Golfstaaten, Indonesien/Malaysia.
- WMDs: Länder mit Massenvernichtungswaffen, die der Dschihadist unter bestimmten Voraussetzungen erhalten kann: Russland, Zentralasien (gemeint sind ehemalige UdSSR-Staaten), Pakistan.

Während beim thematischen Vorgänger Gleichgewicht des Schreckens beide Spieler mit ähnlichen Aktionen um das gleiche Ziel streiten, haben bei Labyrinth beide Spieler völlig unterschiedliche Ziele und Handlungsoptionen. Der Dschihadist versucht, die Region zu destabilisieren, indem er die Länder auf 3 oder IR bringt und gleichzeitig das Ansehen der Amerikaner niedrig halten muss, um den Würfelbonus der Amerikaner zu beeinflussen. Der Dschihadist versucht, seine Zellen auszubreiten, und muss durch Anschläge sein Funding (= Finanzierung) erhöhen, da er dadurch beeinflusst, wie viele Karten er ausspielen und wie viele Zellen er platzieren darf.
Der Amerikaner möchte den Dschihadisten daran hindern und versucht, die Terrorzellen auszuschalten. Er versucht, die Region zu stabilisieren, indem er die Staaten auf den politischen Wert 1 oder 2 bringt, und das Ansehen der Amerikaner in der Welt hoch zu halten. Bei ihm hängt die Anzahl der Karten, die er ausspielen darf, von den Truppen auf dem Spielbrett ab. Je mehr Truppen er in die Staaten der Region schickt, desto teurer ist der Kampf und desto weniger Karten darf er somit ausspielen.
Auch der OP-Wert jeder Karte wird von beiden Seiten unterschiedlich genutzt. Während der Amerikaner eine Karte mindestens mit dem Wert 2 ausspielen muss, um ein Land mit der Governance 2 zu beeinflussen, diese Operation jedoch automatisch erfolgreich ist (nur für War of Ideas muss gewürfelt werden), bestimmt beim Dschihadisten die Governance eines Staates, welche Zahl er würfeln muss und der Wert einer Karte, mit wie vielen Würfeln er würfeln darf. Der Erfolg der Operationen des Dschihadisten ist daher vom Zufall abhängig. Dadurch haben beide Seiten auf sehr asymmetrische Art und Weise es wesentlich schwerer, in Ländern zu agieren, die der andere unter Kontrolle hat.
Die Ereignisse der Karten lassen sich entweder eindeutig einem der beiden Spieler zuordnen oder können neutral sein. Spielt ein Spieler eine neutrale oder eine eigene Karte aus, kann er zwischen dem Ereignis oder Operationen mit dem Kartenwert (OP-Wert) wählen. Spielt er eine gegnerische Karte aus, kann er für sich selbst nur den Kartenwert nutzen, das Ereignis, das dem Gegner hilft, wird dann allerdings trotzdem ausgeführt. Außerdem gibt es mehrere Punktleisten, die das Ansehen (Prestige) der Amerikaner in der Welt, die Finanzierung (Funding) der Dschihadisten und die Siegpunkte der beiden Spieler anzeigen.
Im Solo-Modus spielt der Spieler als USA, während die Aktionen des Dschihadisten durch Flussdiagramme gesteuert werden. Die Aktionen sind daher relativ berechenbar; dieser Vorteil des Spielers wird dadurch kompensiert, dass z. B. US-assoziierte Ereignisse beim Ausspiel durch die KI nicht ausgeführt werden.
Mit Erscheinen der ersten Erweiterung Labyrinth: The Awakening, 2010 – ? wurde die KI weiter verbessert und außerdem eine KI für ein Solospiel mit vertauschten Rollen (Spieler Dschihadist, KI Vereinigte Staaten) hinzugefügt.
Neben den Zielen unterscheiden sich auch die möglichen Aktionen der beiden Spieler stark voneinander:

### Operationen der Vereinigten Staaten
- War of Ideas: eine diplomatische Operationen, um Länder im Kampf gegen den Terror für sich zu gewinnen, dadurch ihre Posture zu beeinflussen, das Ansehen der USA zu erhöhen, Verbündete zu gewinnen oder in muslimischen Ländern deren Governance zu verbessern (Hauptziel des Spiels für USA). Die Erfolgsaussichten sind sehr stark vom Ansehen (Prestige) der USA abhängig.
- Deploy: Einsetzen, Versetzen oder Abziehen eigener Streitkräfte in muslimischen Ländern.
- Disrupt: (Zer-)Störung von Terrorzellen sowie Erhöhung des Eigenen Ansehens. Aktive Zellen werden hierbei entfernt; Schläfer werden aktiviert. Befindet sich keine Zelle mehr auf dem Spielplan, haben die USA gewonnen.
- Alert: Ausgabe einer Terrorwarnung, durch die ein Anschlag vereitelt wird. Falls der Dschihadist den Anschlag mit einer Massenvernichtungswaffe geplant hatte, so wird diese beschlagnahmt, d. h. der Marker wird aus dem Spiel entfernt.
- Regime Change: Militärischer Umsturz eines Landes unter Herrschaft der Islamisten. Bestimmte Ereignisse ermöglichen den Sturz in Libyen oder dem Irak auch ohne Islamist Rule,
- Withdraw: Abzug der Truppen aus einer Regime Change-Operation.
- Reassessment: Wechsel der US-Strategie (Posture) von Hard auf Soft oder umgekehrt.

### Operationen des Dschihadisten
- Jihad: Dschihad, um die Governance eines muslimischen Landes zu schwächen. Für die Operation verwendete Schläfer-Zellen werden aktiviert. Bei Fehlversuchen wird die Zelle entfernt.
- Major Jihad: Versuch, ein muslimisches Land unter Herrschaft der Islamisten zu bringen, um die eigene Finanzierung zu verbessern, und um das eigentliche Ziel des Spiels zu erreichen. Eine erfolgreiche Übernahme Pakistans durch die Islamisten bringt dem Dschihadisten außerdem drei Massenvernichtungswaffen.
- Plot: Planung eines Terroranschlags, um Geldgeber anzuziehen, Länder in Überreaktion verfallen zu lassen und dadurch ihre Stabilität zu verschlechtern und Misstrauen gegenüber den USA zu erregen. Pro Zelle ist ein Versuch möglich; Schläfer werden hierbei aktiviert. Ein erfolgreicher Anschlag mit einer Massenvernichtungswaffe in den USA gewinnt das Spiel für den Dschihadisten sofort. Anschläge in nicht-muslimischen Ländern sind schwieriger, bringen aber mehr Funding und können die Posture des Ziellandes beeinflussen.
- Recruit: Rekrutieren von Terrorzellen, um Operationen wie Dschihad durchführen zu können (Operationen des Dschihadisten erfordern immer Zellen im betroffenen Land). Rekrutieren in Ländern unter Islamist Rule oder mit einer aktiven Regime Change-Operation der USA ist automatisch erfolgreich. Die Anzahl der Zellen, die rekrutiert werden können, ist von der Finanzierung (Funding) abhängig; jedoch können durch Ereignisse unter Umständen weitere Zellen platziert werden. Ist in einem Land ein Cadre vorhanden, kann dort auch ohne vorhandene Zelle rekrutiert werden.
- Travel: Stellt Reisen der Terroristen (Zellen) in andere Länder dar. Aktive Zellen werden dabei zu Schläfern, wodurch deren Zerstörung erschwert wird; daher ist auch Reisen innerhalb eines Landes möglich. Reisen innerhalb eines Landes oder in angrenzende Länder sind automatisch erfolgreich (u. a. gelten alle Schengenstaaten als einander angrenzend), bei anderen Ländern muss gewürfelt werden; bei einem Fehlversuch wird die Zelle entfernt.

Beide Spieler können außerdem jeweils bis zu zwei Operationspunkte als Reserven speichern und so die benötigten Punkte für eine Operation auch mit mehreren kleineren Karten zusammen erreichen.

## Szenarien
Das Spiel orientiert sich direkt am historischen Kontext. Daher gibt es verschiedene Startaufstellungen, wobei es den Spielern freisteht, eigene Szenarien zu entwickeln:
- Let’s Roll: Situation direkt nach den Terroranschlägen 2001 (9/11)
- You can call me Al: wie Let’s Roll, jedoch mit Al Gore als Präsident der Vereinigten Staaten und Fokus auf Diplomatie und humanitären Interessen statt Sturz des Taliban-Regimes (Alternative Realität)
- Anaconda: Situation Anfang 2002, mit laufender Intervention in Afghanistan; Terrorzellen sind zum Teil in Nachbarstaaten entkommen
- Mission accomplished? Situation zu Beginn des Irakkrieges 2003; für USA anspruchsvolleres Szenario

## Erweiterungen
Im Jahr 2016 erschien die erste Erweiterung unter dem Titel Labyrinth: The Awakening, 2010 – ?, die die Regeln leicht abändert und die Geschehnisse des arabischen Frühlings und die resultierenden Bürgerkriege als Thema aufgreift.
Die Spielmechanik wurde um Bürgerkriege, Reaktionen der Bevölkerung (Awakening/Reaction), welche Governance und Alignment muslimischer Länder über längere Zeit in beide Richtungen beeinflussen können, sowie den Truppen ähnliche Militia erweitert.
Mit Nigeria und Mali wurden zwei neue Länder hinzugefügt; zudem kann der Iran diverse neue Rollen einnehmen. Auch wurden die Massenvernichtungswaffen anders angeordnet; anstelle ex-sowjetischer Atom- und Biowaffen kann der Dschihadist nun an potentielle iranische Atombomben und syrische Chemiewaffen kommen. Dem Spiel werden mit der Erweiterung 120 neue Ereigniskarten hinzugefügt. Es lässt sich in sieben verschiedenen Szenarien spielen, für die beiden kürzesten werden maximal sieben Spielzüge benötigt. Auch ist es möglich, eine Kampagne mit beiden Kartensätzen zu spielen.
Die zweite Erweiterung heißt Labyrinth: The Forever War und thematisiert die Zeit ab 2015 und deren Ereignisse, etwa Donald Trump, Populismus, Brexit. Diese Erweiterung erschien 2020. Sie enthält ebenfalls 120 eigene Karten, drei neue Szenarien und ebenfalls die Möglichkeit einer großen Kampagne mit allen drei Kartensätzen. Zu beachten ist, dass einzelne Ereignisse von 2015, wie die Flüchtlingskrise oder die Terroranschläge von Paris, bereits in der ersten Erweiterung thematisiert wurden.
Eine dritte Erweiterung wurde unter dem Titel Labyrinth: The Rise of Al-Qaeda, 1993-2001 auch bereits angekündigt. 

## Spielentwicklung
Labyrinth ist ein kartenbasiertes Kriegsspiel, bzw. eine Konfliktsimulation. Es wurde vom US-amerikanischen Spieldesigner Volko Ruhnke erdacht, der 2001 schon einen ersten Erfolg mit Wilderness War, ebenfalls einem kartenbasierten Kriegsspiel, feiern konnte, und im US-amerikanischen Verlag GMT Games veröffentlicht. Er entwickelte das von Gleichgewicht des Schreckens bekannte System mit dem Einsatz von Karten fort und verlagerte das Spiel in die aktuelle Zeit. Die Möglichkeiten der Spieler wurden im Vergleich zum bekannten Vorgänger auf das neue Setting angepasst, wodurch das Spiel stark asymmetrisch wird. Obwohl das Spiel eine Konfliktsimulation ist, spielen militärische Möglichkeiten nur eine geringe Rolle. Es gilt, den Einfluss des Gegners mit politischen Mitteln zu bekämpfen. Labyrinth wurde im November 2009 erstmals im verlagsinternen Crowdfunding-Projekt P500 angekündigt. Nach dem Erreichen der für die Produktion benötigten Anzahl an Vorbestellungen wurde das Spiel Anfang 2010 aus dem Projekt genommen und im Oktober veröffentlicht.
Nach der Veröffentlichung des Spiels dauerte es kein Jahr, bis im Juni 2011 eine Neuauflage angekündigt wurde, die im Oktober 2011 auf den Markt kam. Durch den Verlag Bard Centrum Gier wurde im Jahr 2012 unter dem Namen Labirynt: Wojna z terroryzmem 2001 – ? eine polnische Version des Spiels veröffentlicht. Drei Jahre später wurde unter dem Titel Labyrinth: La Guerra al Terrore 2001 – ? von Asterion Press eine italienische Ausgabe veröffentlicht. Im Jahr 2016 wurde eine dritte englische Auflage von Labyrinth veröffentlicht, die in einem größeren Karton ausgeliefert wurde, um die im gleichen Jahr erschienene Erweiterung Labyrinth: The Awakening, 2010 – ? ebenfalls im Karton verstauen zu können. Der Karton ist für Besitzer einer der beiden älteren Auflagen auch einzeln erhältlich. Eine deutsche Version des Spiels wurde 2018 von Udo Grebe Gamedesign veröffentlicht.
Volko Ruhnke ließ die Erfahrungen aus dem System der asymmetrischen Kriegsführung in seine äußerst erfolgreiche Spielreihe COIN Serie einfließen, die 2012 und 2013 mit den Spielen Andean Abyss und Cuba Libre begann.

## Rezension
Labyrinth wurde mehrfach gelobt, stieß aber auch auf zahlreiche Kritiken. Das Spiel gilt als relativ einstiegsfreundlich, kritisiert wird aber der relativ große Glücksfaktor, der durch einen verhältnismäßig großen Einsatz von Würfeln ausgeht. Das Thema und die Umsetzung werden wegen der dichten Atmosphäre gelobt, allerdings wird eingeräumt, dass der Krieg gegen den Terror als immer noch aktuelles Thema auf manche Spieler abschreckend wirken kann.
Das Spiel wurde nach Erscheinen für zahlreiche Preise nominiert und konnte zwei davon gewinnen:
- James F. Dunnigan Design Elegance Award 2010: Gewinner
- Charles S. Roberts Award 2010: Best Post-WW2 Era Board Wargame